# Helmut Echternach
Helmut Friedbert Richard Siegfried Echternach (* 20. März 1907 in Waltersdorf (polnisch: Pęciszewo), Ostpreußen; † 25. Februar 1988 in Hamburg) war Pastor, lutherischer Theologe (Dogmatiker) und Bischof.

## Leben
Helmut Echternach wurde als Sohn des Pfarrers Richard Echternach und dessen Frau Elisabeth (geb. Spaltowski) geboren und besuchte das Gymnasium in Königsberg. Er studierte von 1925 bis 1930 an der dortigen Universität Evangelische Theologie, Philosophie und Indische Philologie und promovierte 1928 in Philosophie und 1930 in Greifswald in Evangelischer Theologie. 1931 habilitierte er sich für Systematische Theologie und Religionsphilosophie und wurde 1932 ordiniert. Von 1932 bis 1939 war er Pastor im Kirchspiel Goddentow-Lanz in der pommerschen Kirche. Er trat zum 1. Mai 1933 der NSDAP bei (Mitgliedsnummer 2.148.064).
Echternach leistete 1939 und dann von 1942 bis 1945 seinen Kriegsdienst und geriet 1945 in britische Kriegsgefangenschaft (bis 1946).

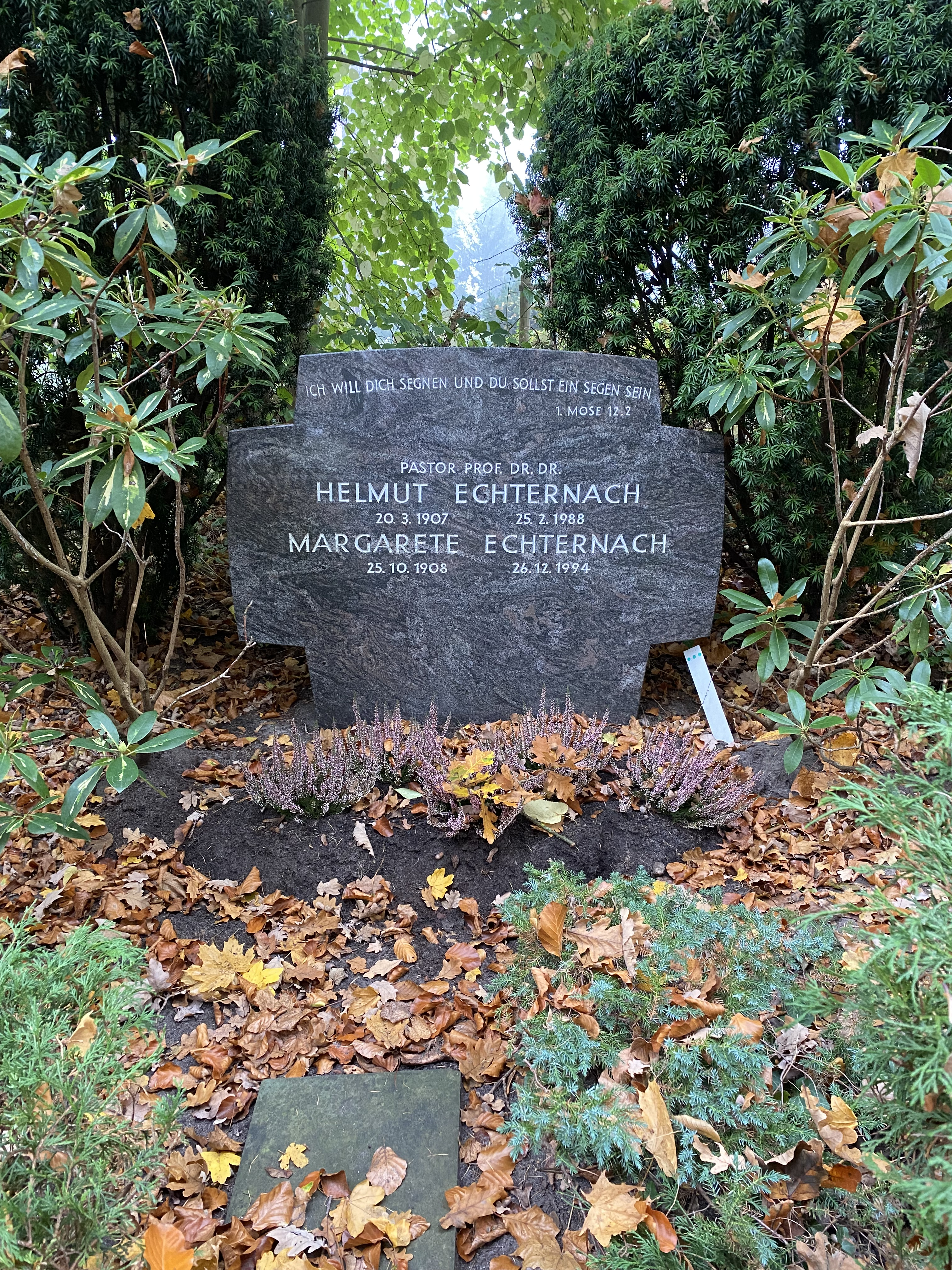
Grabstätte

Ab Oktober 1946 war er Pastor an der Matthäuskirche in Hamburg-Winterhude. 1947 begründete er einen Ökumenischen Aussprachekreis zur Förderung des Dialoges zwischen katholischen, lutherischen und orthodoxen Christen. Er hielt ab 1946 Vorlesungen am Kirchlichen Vorlesungswerk, der späteren Kirchlichen Hochschule Hamburg, erhielt dann ab 1954 einen Lehrauftrag für Systematische Theologie an der Universität Hamburg und wurde 1957 Pastor an der Hauptkirche St. Petri.
1966 gründete er die hochkirchliche St.-Athanasius-Bruderschaft. Am 18. Oktober desselben Jahres erhielt er in Genf die Bischofsweihe in apostolischer Sukzession (als Bischof trug er den Namen Ignatius V.). Ab 1970 lehrte Echternach zudem an der Université Européenne in Amsterdam. 1973 wurde er als Pfarrer emeritiert und verstarb 1988 in Hamburg.
Seit 1933 war er verheiratet mit Margarete geb. Benecke (1908–1994). Er hatte vier Kinder: 1934 und 1937 wurden seine Söhne Horst (dieser war Oberkirchenrat der EKD) und Jürgen Echternach (er war u. a. Bundesvorsitzender der Jungen Union und Parlamentarischer Staatssekretär) sowie 1940 und 1949 seine Töchter Christel (sie war Oberstudienrätin) und Angelika (Oberlandesgerichtsrätin a. D.) geboren. Seine letzte Ruhestätte erhielt Helmut Echternach auf dem Friedhof Bergedorf.

## Veröffentlichungen (Auswahl)
- Der Begriff des Geistes bei Immanuel Hermann von Fichte, Königsberg 1928
- Studien zur Ontologie des Wortes: I. Der reformatorische Schriftbegriff. Seine ontologische Wurzeln und sein Zerfall, Gütersloh 1931
- König und Kardinal. Roman, Berlin 1937
- Es stehet geschrieben... : Eine Untersuchung über die Grenzen der Theologie und die Autorität des Wortes, Berlin 1937
- Die verborgene Wahrheit. Von den Grenzen des Denkens und der jenseitigen Wahrheit, Berlin 1938
- Verborgene Schuld. Novellen, Hamburg 1947
- Der Eid des Hohenstaufen. Roman, Hamburg 1948
- Segnende Kirche, 4. unveränderte Auflage, Flacius, Fürth/Bay. 1983, ISBN 3-924022-01-1
- Evangelischer Gottesdienst. Eine Erklärung zur Sonntagsliturgie für die evangelische Gemeinde, Hamburg 1948
- Der Kommende. Die Offenbarung St. Johannes’ – für die Gegenwart ausgelegt, Gütersloh 1950
- Ein Mädchen aus der Normandie, 1953
- Willensfreiheit und Vorsehung, Witten 1954
- Die katholische Lehre von der Gotteserkenntnis, Lüneburg 1957
- Kirchenväter, Ketzer und Konzilien, Göttingen 1962
- Theozentrische Existenz, Witten 1965
- Die lutherische Erbsündenlehre – als ökumenische Verheißung, Amsterdam 1973
- Dogmatik I. Ökumenischer Glaube – heute. Spiritus Sanktus non est skeptikus. Luther, Frankfurt am Main 1983
- Unter der Himmelsleiter. Predigten, hg. von Horst Echternach, Erlangen 1996

## Verweise